# Museo diocesano (Brescia)
Il Museo diocesano di Brescia è il museo del patrimonio artistico della diocesi di Brescia, situato nel chiostro grande del monastero di San Giuseppe, in via Gasparo da Salò, a poca distanza da Piazza della Loggia.
Il museo, fondato dal vescovo Luigi Morstabilini nel 1978, raccoglie numerose opere d'arte provenienti da tutto il territorio della diocesi, esteso alla provincia di Brescia, spazianti tra dipinti, sculture, oggetti di oreficeria e tessuti liturgici. Il museo è inoltre sede regolare di esposizioni d'arte sacra legate al contesto bresciano.

## Storia
L'idea di costituire un museo diocesano a Brescia risale agli anni 1970. Dell'iniziativa si fece carico monsignor Angelo Pietrobelli, il quale individuò nel chiostro maggiore di San Giuseppe una sede prestigiosa ed adeguata. Lungo e complesso è stato il processo di acquisizione della proprietà da parte della Diocesi di Brescia, risolto con un'apposita legge parlamentare.
Nel 1978, il vescovo di Brescia Luigi Morstabilini istituì canonicamente la “Fondazione di religione” denominata “Museo Diocesano di Arte Sacra”, inaugurato il 23 dicembre.
Il 21 aprile 1988, il vescovo di Brescia Bruno Foresti sostituì il precedente statuto con uno nuovo, in cui si stabilisce che, oltre al recupero e alla conservazione di opere d'arte e di materiali della Diocesi minacciati di rovina e di dispersione, sono finalità del museo anche attività di restauro, iniziative culturali e animazioni didattiche. Sempre grazie al vescovo Foresti, il chiostro maggiore di San Giuseppe venne totalmente restaurato. Lo statuto, riveduto dal vescovo Giulio Sanguineti è stato alla base del riconoscimento civile della fondazione canonica.
Dal febbraio 2010 il Museo Diocesano di Brescia è Fondazione Canonica riconosciuta dallo Stato Italiano come Fondazione di Religione e di Culto.

## Opere
Le opere sono organizzate in quattro sezioni: 
- La galleria diocesana:
- La raccolta dei codici miniati;
- L'oreficeria;
- Il tessuto liturgico.

### Galleria d'immagini

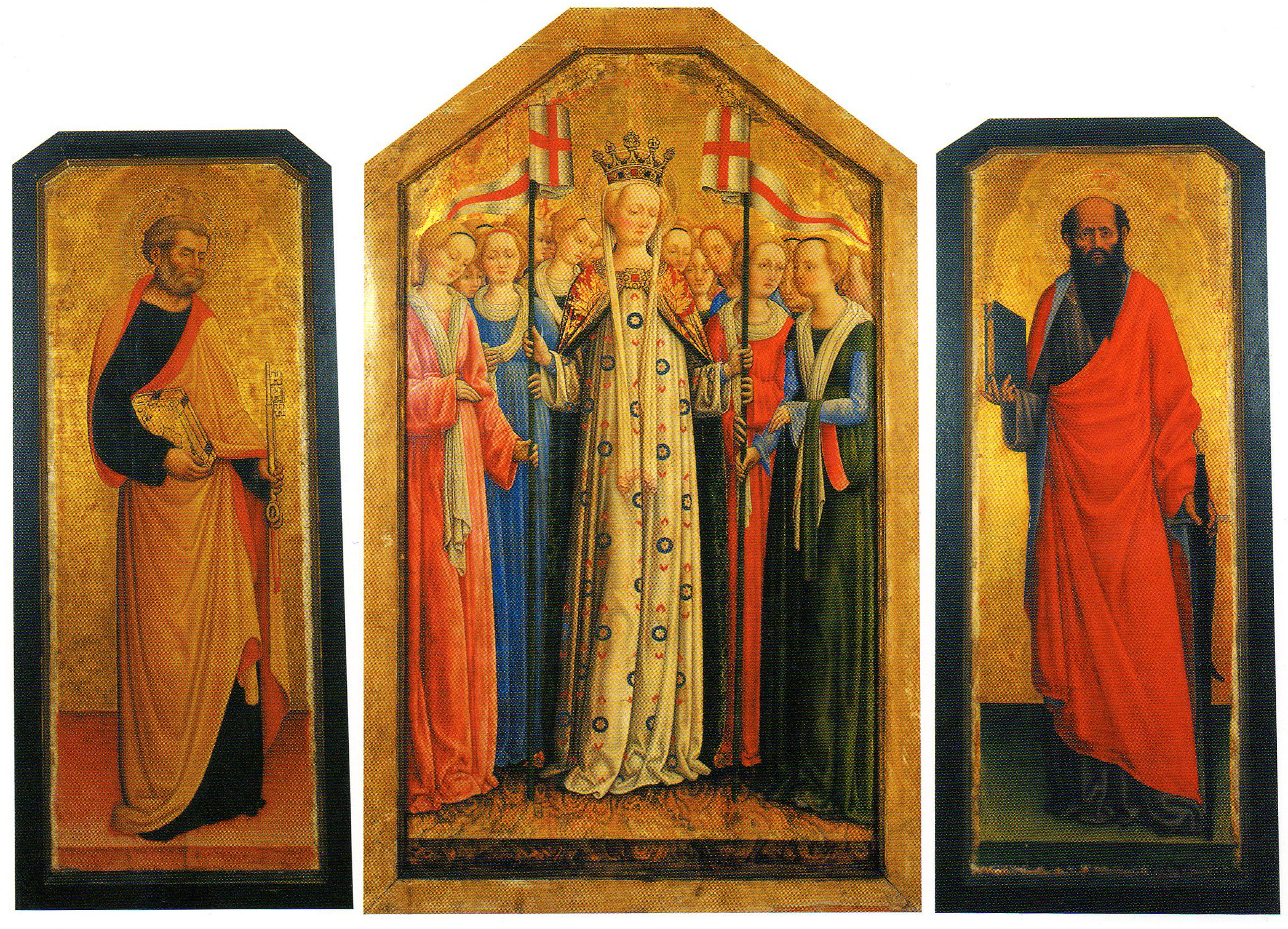
Antonio Vivarini, Polittico di sant'Orsola, 1440-1445

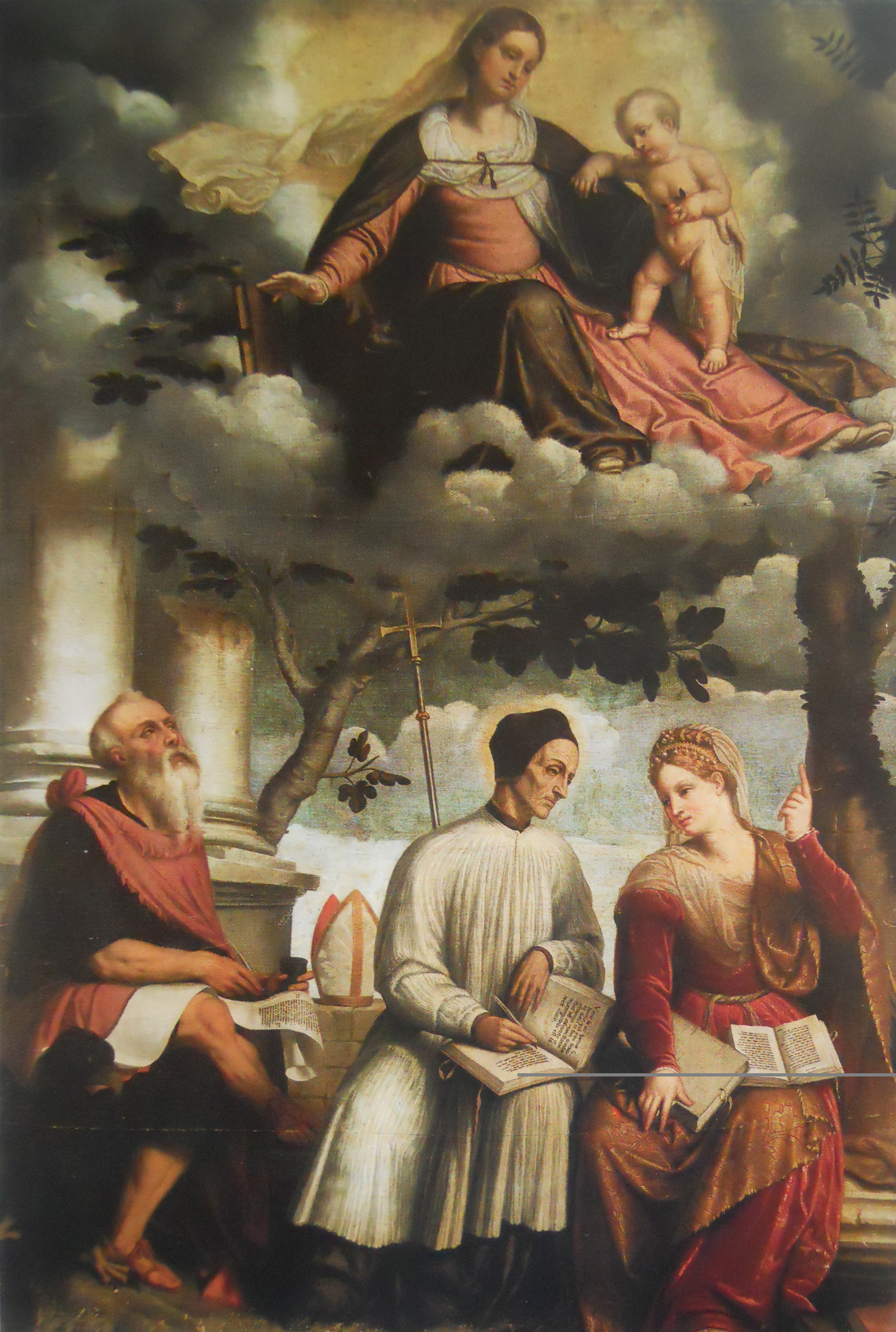
Il Moretto, Madonna col Bambino in gloria con san Giovanni Evangelista, il beato Lorenzo Giustiniani e l'allegoria della Sapienza Divina, 1545-1550

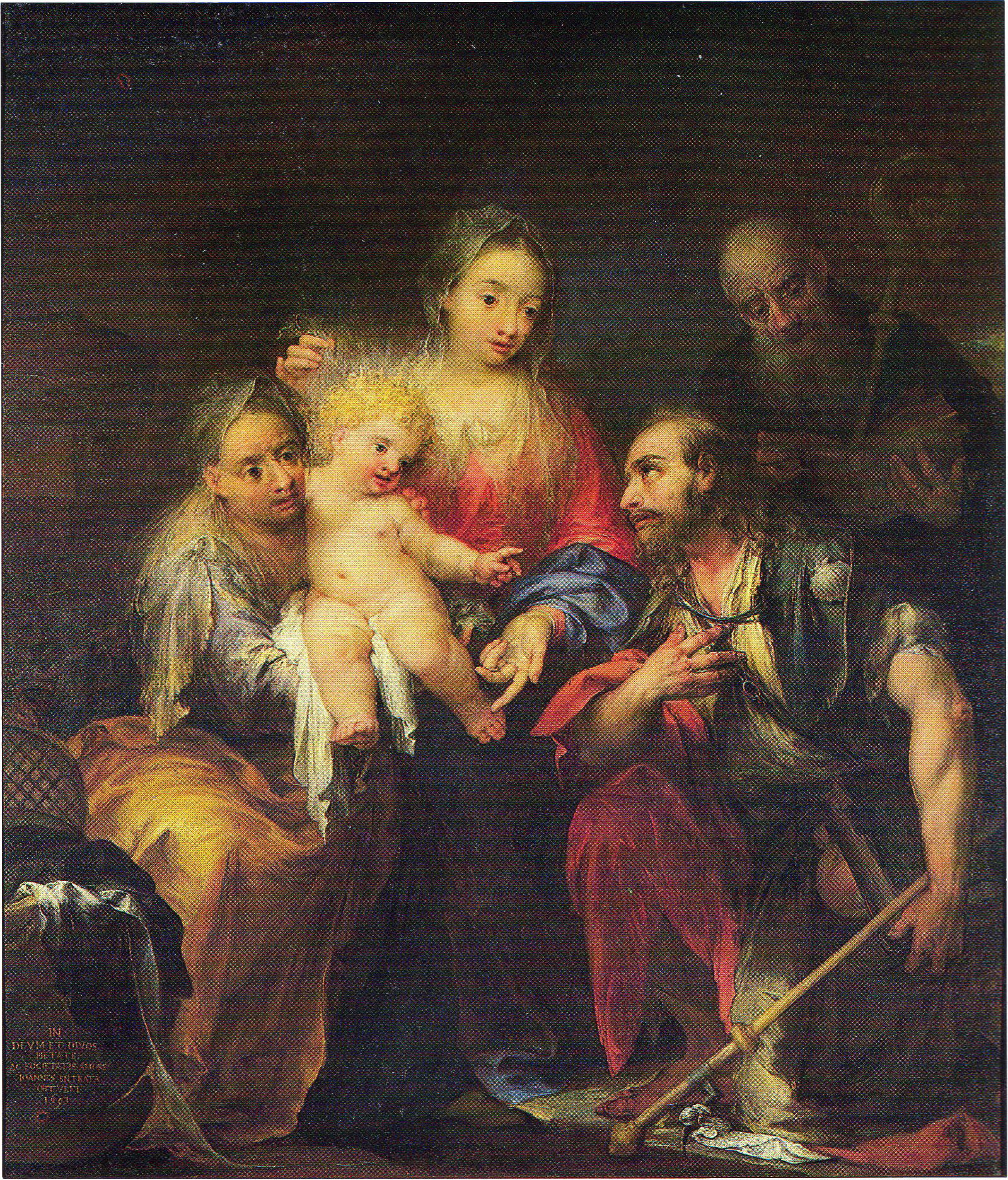
Andrea Celesti, Madonna col Bambino tra i santi Anna, Giacomo e Benedetto, 1693

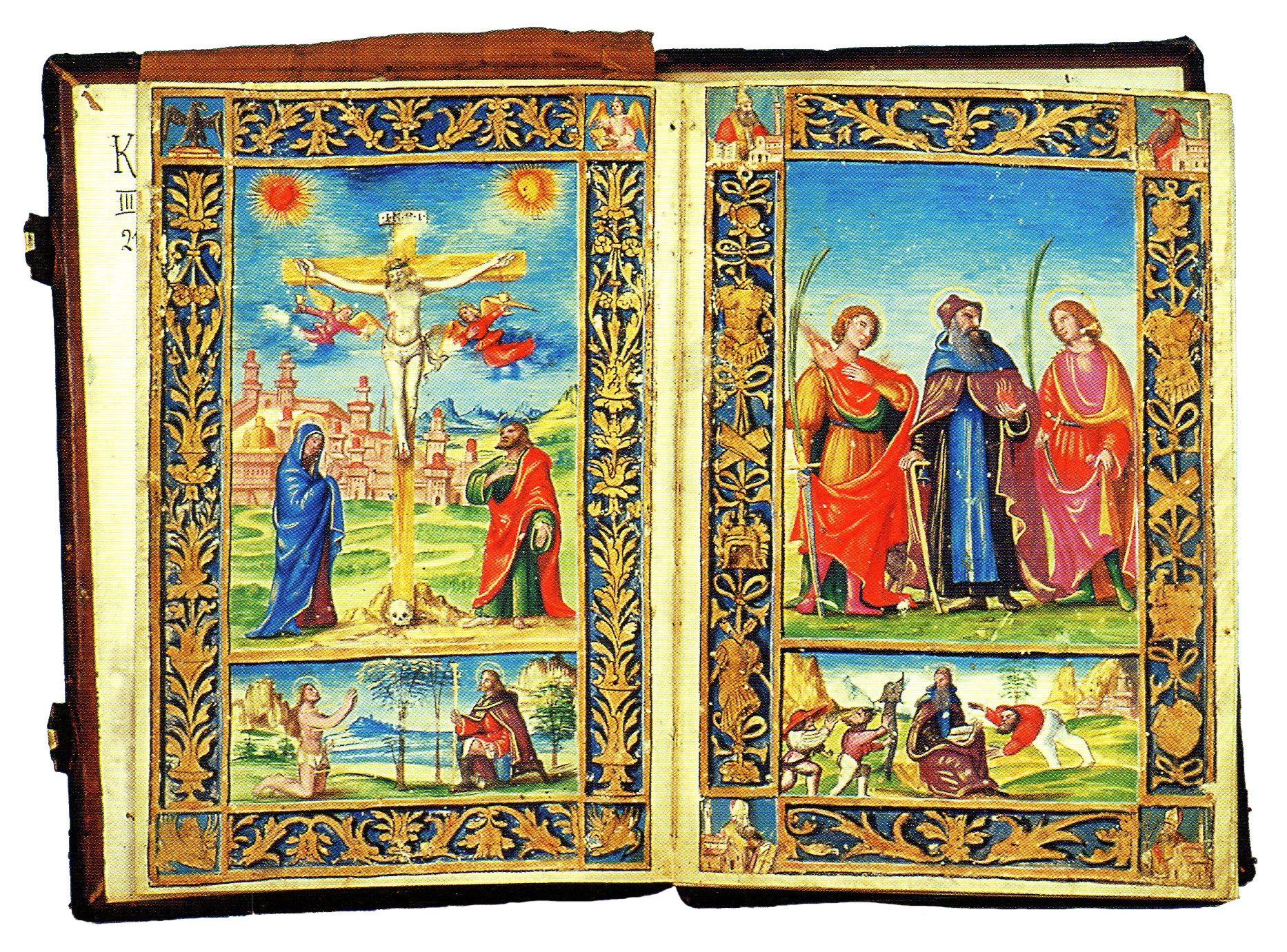
Mariegola di Collio, 1523

Nella galleria sono raccolte un centinaio di opere provenienti dal territorio della diocesi, tra le quali si annoverano dipinti di Giovanni Battista Pittoni, Il Moretto, Romanino, Andrea Celesti, Giuseppe Tortelli, Pietro Avogadro, Francesco Savanni, Paolo Veneziano e Giambattista Tiepolo.
Giuseppe Amatore
- Comunione degli Apostoli, fine XVI secolo

Antonio Calegari
- Crocifisso, scultura lignea, metà XVIII secolo

Francesco Capella
- Rebecca al pozzo

Andrea Celesti
- Madonna col Bambino tra i santi Anna, Giacomo e Benedetto

Antonio Cifrondi
- Dodici apostoli, olio su tela, fine XVII secolo-inizio XVIII secolo

Floriano Ferramola
- Madonna col Bambino tra i santi Giovanni Battista e Gregorio Magno, 1522

Il Moretto
- Madonna col Bambino in gloria con san Giovanni Evangelista, il beato Lorenzo Giustiniani e l'allegoria della Sapienza Divina
- San Rocco medicato da un angelo

Maffeo Olivieri
- Crocifisso di Botticino, scultura lignea, post 1517

Giovanni Battista Pittoni
- Madonna con Gesù Bambino, san Leonardo e san Francesco da Paola, olio su tela, prima metà XVIII secolo

Romanino
- San Girolamo

Giambattista Tiepolo
- Battesimo di Costantino, olio su tela, 1757-1759

Tintoretto
- Trasfigurazione, bozzetto per la Trasfigurazione nella chiesa di Sant'Angela Merici.

Paolo Veneziano
- Madonna col Bambino, metà XIV secolo

Antonio Vivarini
- Polittico di sant'Orsola, tempera su tavola, 1440-1445

Francesco Zugno, Francesco Fontebasso, Battaglioli, Buratto, Maggiotto, Giuseppe Bazzani, Francesco Savanni
- Ex voto dalla chiesa di santa Maria del Patrocinio, XVIII secolo-XIX secolo

### Codici miniati
La sezione ospita ventidue codici miniati, databili dal XII al XVI secolo e provenienti quasi esclusivamente dalla Biblioteca capitolare di Brescia. 
I manoscritti più antichi furono realizzati per Jacopo de Atti, vescovo di Brescia (1335 - 1344), e raccolgono per opere con miniature di scuola francese e bolognese. Di grande importanza:
- Bonizone da Sutri, De vita christiana o Capitolare 13, seconda metà XII secolo
- Antifonario, XII secolo, contenente la prima officiatura completa della Festa dei santi Faustino e Giovita, patroni della città
- La Summa Theologiae di san Tommaso d'Aquino, XIV secolo
- Libri liturgici (messali e breviari) e musicali (antifonari e graduali) del XV secolo, decorati con capolettera miniati, motivi vegetali e floreali
- Mariegola di Collio, 1523, miniata da un artista nell'ambito di Floriano Ferramola

### Oreficeria
La sezione dedicata all'oreficeria espone in ordine cronologico e tipologico, un considerevole gruppo di suppellettili liturgiche, databili dalla seconda metà del XV secolo al XIX secolo, opera di argentieri ed orefici brescani, veneti e milanesi. Di notevole interesse:
- Un turibolo architettonico (XV secolo), in rame sbalzato, di bottega lombardo-veneta
- Il calice (seconda metà del XV secolo), di manifattura italiana, decorato con smalti
- La croce astile (inizio del XVI secolo) con figure a getto applicate alla sommità dei bracci e clipei decorati con raffigurazioni ad incisione
- Il Reliquiario Gambara (metà del XVI secolo), in ebano e argento, opera di un argentiere romano
- Un ostensorio (primo quarto del XVII secolo), in argento sbalzato, con punzone di Girolamo Quadri
- Il Calice di Pontevico (1714), in oro, argento e pietre preziose, capolavoro dell'orefice milanese Carlo Grossi
- Il Reliquiario di san Gaudenzio
- Il Reliquiario di san Crispino
- Una croce da tavolo, dorata con pietre dure, proveniente dalla chiesa di Sant'Eufemia della Fonte

### Tessuto liturgico
La sezione dedicata al tessuto liturgico, inaugurata nel 1997, comprende una collezione di paramenti liturgici (fine del XV secolo - inizio del XIX), per lo più di manifattura veneziana e francese, esposti per significato, colori, simboli e stili. Di notevole interesse:
- Una croce di pianeta (prima metà del XVI secolo) di manifattura tedesca;
- Pianeta (1720 - 1730) in damasco lanciato, di manifattura veneziana;
- Pianeta (1735 - 1740) in lampasso broccato, di manifattura francese;
- Pianeta (1750 - 1760) di manifattura francese.

In una sala è stato ricostruito un telaio del XVII secolo accompagnato da pannelli didattici che illustrano la storia della tessitura.